# Bressolles (Ain)
Bressolles és un municipi francès situat al departament de l'Ain i a la regió d'Alvèrnia-Roine-Alps. L'any 2007 tenia 703 habitants.

## Demografia

### Població
El 2007 la població de fet de Bressolles era de 703 persones. Hi havia 260 famílies de les quals 55 eren unipersonals (16 homes vivint sols i 39 dones vivint soles), 75 parelles sense fills, 110 parelles amb fills i 20 famílies monoparentals amb fills.
La població ha evolucionat segons el següent gràfic:
Habitants censats

### Habitatges
El 2007 hi havia 281 habitatges, 258 eren l'habitatge principal de la família, 11 eren segones residències i 12 estaven desocupats. 260 eren cases i 20 eren apartaments. Dels 258 habitatges principals, 219 estaven ocupats pels seus propietaris, 34 estaven llogats i ocupats pels llogaters i 5 estaven cedits a títol gratuït; 3 tenien una cambra, 5 en tenien dues, 18 en tenien tres, 47 en tenien quatre i 185 en tenien cinc o més. 226 habitatges disposaven pel capbaix d'una plaça de pàrquing. A 89 habitatges hi havia un automòbil i a 158 n'hi havia dos o més.

### Piràmide de població
La piràmide de població per edats i sexe el 2009 era:
| Homes | Edats   | Dones |
| ----- | ------- | ----- |
| 0     | 95 o +  | 0     |
| 0     | 90 a 94 | 0     |
| 4     | 85 a 89 | 4     |
| 4     | 80 a 84 | 0     |
| 12    | 75 a 79 | 4     |
| 8     | 70 a 74 | 12    |
| 16    | 65 a 69 | 4     |
| 16    | 60 a 64 | 12    |
| 20    | 55 a 59 | 4     |
| 32    | 50 a 54 | 24    |
| 28    | 45 a 49 | 28    |
| 40    | 40 a 44 | 40    |
| 20    | 35 a 39 | 16    |
| 12    | 30 a 34 | 16    |
| 8     | 25 a 29 | 12    |
| 12    | 20 a 24 | 8     |
| 28    | 15 a 19 | 40    |
| 36    | 10 a 14 | 24    |
| 24    | 5 a 9   | 24    |
| 12    | 0 a 4   | 12    |

## Economia
El 2007 la població en edat de treballar era de 461 persones, 347 eren actives i 114 eren inactives. De les 347 persones actives 338 estaven ocupades (176 homes i 162 dones) i 10 estaven aturades (8 homes i 2 dones). De les 114 persones inactives 52 estaven jubilades, 43 estaven estudiant i 19 estaven classificades com a «altres inactius».

### Ingressos
El 2009 a Bressolles hi havia 255 unitats fiscals que integraven 699,5 persones, la mediana anual d'ingressos fiscals per persona era de 23.286 €.

### Activitats econòmiques
Dels 27 establiments que hi havia el 2007, 1 era d'una empresa de fabricació de material elèctric, 2 d'empreses de fabricació d'altres productes industrials, 4 d'empreses de construcció, 6 d'empreses de comerç i reparació d'automòbils, 2 d'empreses de transport, 2 d'empreses d'hostatgeria i restauració, 1 d'una empresa d'informació i comunicació, 1 d'una empresa financera, 1 d'una empresa immobiliària, 4 d'empreses de serveis, 2 d'entitats de l'administració pública i 1 d'una empresa classificada com a «altres activitats de serveis».
Dels 6 establiments de servei als particulars que hi havia el 2009, 1 era un taller de reparació d'automòbils i de material agrícola, 1 guixaire pintor, 2 lampisteries, 1 empresa de construcció i 1 agència immobiliària.
L'any 2000 a Bressolles hi havia 6 explotacions agrícoles.

## Equipaments sanitaris i escolars
El 2009 hi havia una escola elemental integrada dins d'un grup escolar amb les comunes properes formant una escola dispersa.

## Poblacions més properes
El següent diagrama mostra les poblacions més properes.